# 저우룬파
저우룬파(중국어 정체자: 周潤發, 간체자: 周润发, 병음: Zhōu Rùnfā 저우룬파[*], 한자음: 주윤발, 광둥어: 짜우연팟, 1955년 5월 18일~)는 홍콩의 배우이다.
영국령 홍콩 라마섬에서 출생하였으며 지난날 한때 중화인민공화국 광둥성 카이핑에서 잠시 유아기를 보낸 적이 있는 그는 그 후 1965년(10세 시절)까지 홍콩 라마섬 도서촌에서 성장하였다. 학력은 중학교 중퇴이다. 그는 홍콩 금상장영화제의 남우주연상과 중화민국 타이완 금마장 영화상의 남우주연상을 받았다.
10세 때였던 1965년 홍콩 라마섬에서 홍콩 도심으로 이주하였으나, 어려운 가정 환경으로 인하여 초등학교를 간신히 졸업하였고 중학교를 다니던 중에는 끝내 중퇴하였다. 이렇게 초, 중, 고, 대학 등 정규 교육을 제대로 받지 못하고 자라던 중, 친구의 권유로 연극에 관심을 가지게 되어 1972년 연극배우로 첫 데뷔하였고 이듬해 1973년 영화 《투태인(投胎人)》의 주연을 통하여 영화배우로 데뷔하였다. 1974년부터 1985년까지는 홍콩 TVB 텔레비전 드라마에도 출연하였으며, 1975년부터 1977년까지는 홍콩 RTHK 텔레비전 드라마에도 출연하였고, 이 와중인 1976년에는 영화 《지녀》(池女)의 주연을 맡았다. 그 후로도 1985년 12월까지 홍콩 영화와 홍콩 TVB 텔레비전 드라마에 모두 상당히도 활발히 출연하게 되었고, 특히 홍콩 TVB 텔레비전 드라마에서는 1980년에 출연한 《상하이탄(상해탄, 上海灘)》이라는 TV 드라마 작품 등으로 입지를 다졌다. 1988년에는 가수로도 데뷔하였으며, 1989년 영화 《아랑적고사》(阿郎的故事)에서 주연을 맡았는데, 각색도 처음 맡아 각색가로서 데뷔하게 되었다.

## 기타
- 족보에 의하면 송나라 시대 관직을 지낸 주응두로 이어지는 가문 출신이라는 그는 삼국 시대 오나라의 군사 주유(周瑜)의 직계후손이다.[2][3]
- 주윤발이 한창 잘나가던 시절 그의 영화의 보조 출연자 중 한 명이 주성치였다.

## 출연 작품

### 영화
- 의개운천 - 봉 역
- 기연출사
- 의본무언
- 장단각지연
- 감옥풍운
- 용호풍운
- 재견지옥
- 등대여명
- 몽중인
- 대장부일기
- 영웅무언
- 도신 - 정전자 - 고진 / 초콜릿 역
- 도신 2
- 도성
- 도협 - 카메오 역
- 타이거 맨
- 흑사회
- 커럽터
- 방탄승
- 애나 앤드 킹
- 황후화
- 캐리비안의 해적: 세상의 끝에서
- 영웅본색
- 영웅본색 2 - 켄 역
- 영웅본색 3
- 가을날의 동화
- 대호출격
- 우견아랑
- 첩혈속집
- 협도고비
- 화평본위
- 화기소림
- 와호장룡
- 드레곤볼 에볼루션
- 리플레이스먼트 킬러
- 종횡사해 - 아협 역
- 상하이 - 앤소니 역
- 양자탄비 - 황사랑 역
- 조조: 황제의 반란 - 조조 역
- 서유기
- 대상해
- 첩혈쌍웅
- 도성풍운 1
- 도성풍운 2
- 도성풍운 3
- 코드네임 콜드워(2016)
- 무쌍(2018)

### 드라마
- 1976년

강호소자 江湖小子(아위阿偉)
- 1980년

상해탄 上海灘(허문강許文強)
- 1982년

소걸아 蘇乞兒(소걸蘇燦)
- 1983년

북두쌍웅 北斗雙雄(우범于凡)
- 1983년

천강재신 天降財神(천일天日)
- 1984년

소오강호 笑傲江湖(영호충令狐沖)
- 1985년

신찰사형속집 新紮師兄續集(장경성張竟成)
- 무대극 台慶劇：양가장 杨家将(여동빈呂洞賓)

## 디스코그래피

### 앨범
| 앨범             | 발행일 | 수록곡 |
| 《十二分十分吋》 | 1988   | 1. 十二分十分吋 2. 大丈夫日记 |
| 《飛砂風中轉》   | 1989   | 1. 飛砂風中轉 電影《我在社會的日子》主題曲 2. 飛砂風中轉 周潤發、羅大佑 3. 飛砂風中轉 音樂                                             |
| 《周潤發》       | 1990   | #天蚕变 1. 上海滩 2. 网中人 3. 倩影 4. 故乡的雨 5. 一水隔天涯 6. 相思泪 7. 变色龙 8. 师徒卖膏药 9. 我是痴情无限                        |
| 《舊情人》       | 1990   | 1. 舊情人 2. 為甚麼 3. 無情是我 4. 知足常樂 5. 舊情人（伴唱版） 6. 舊歡如夢 7. 我是誰？ 8. 知足常樂 9. 只嘆一句 10. 舊歡如夢（伴唱版） |

### 단곡
- 《我是誰？》(1990)

## 같이 보기
- 성룡
- 홍금보
- 장궈룽(장국영)
- 유덕화
- 양조위
- 이연걸